# Oliver Petrucciani
Oliver Petrucciani (Losone, 6 de septiembre de 1969) es un expiloto de motociclismo suizo, que participó en el Mundial de motociclismo desde 1990 hasta 1997. Su mejor temporada fue en la temporada 1993, donde acabó séptimo en la categoría de 250cc.

## Estadística de carrera
Sistema de puntuación de 1993 en adelante:
| Posición | 1.º | 2.º | 3.º | 4.º | 5.º | 6.º | 7.º | 8.º | 9.º | 10.º | 11.º | 12.º | 13.º | 14.º | 15.º |
| Pts.     | 25  | 20  | 16  | 13  | 11  | 10  | 9   | 8   | 7   | 6    | 5    | 4    | 3    | 2    | 1    |

| Año  | Cat.  | Moto     | 1       | 2       | 3       | 4       | 5       | 6       | 7       | 8      | 9       | 10      | 11      | 12      | 13      | 14     | 15      | Pts. | Pos. |
| ---- | ----- | -------- | ------- | ------- | ------- | ------- | ------- | ------- | ------- | ------ | ------- | ------- | ------- | ------- | ------- | ------ | ------- | ---- | ---- |
| 1990 | 125cc | JJ Cobas | JPN -   | USA -   | ESP -   | NAT 17  | GER -   | AUT -   | YUG -   | NED -  | BEL -   | FRA -   | GBR -   | SWE -   | CZE -   | HUN -  | AUS -   | 0    | -    |
| 1991 | 125cc | Aprilia  | JPN 30  | AUS Ret |         | ESP -   | ITA -   | GER DNQ | AUT 13  | EUR 21 | NED Ret | FRA Ret | GBR 9   | RSM 25  | CZE 14  |        | MAL 15  | 13   | 23.º |
| 1992 | 125cc | Honda    | JPN 10  | AUS 14  | MAL Ret | ESP Ret | ITA Ret | EUR 19  | GER Ret | NED 12 | HUN 13  | FRA 17  | GBR Ret | BRA 5   | RSA Ret |        |         | 9    | 15.º |
| 1993 | 125cc | Aprilia  | AUS Ret | MAL 12  | JPN 10  | SPA 6   | AUT 10  | GER 14  | NED 8   | EUR 12 | RSM 11  | GBR 4   | CZE 9   | ITA 14  | USA 8   | FIM 9  |         | 82   | 7.º  |
| 1994 | 125cc | Aprilia  | AUS 4   | MAL 7   | JPN Ret | SPA 13  | AUT 15  | GER 10  | NED 7   | ITA 11 | FRA 18  | GBR 7   | CZE 9   | USA 13  | ARG 16  | EUR 5  |         | 74   | 9.º  |
| 1995 | 250cc | Aprilia  | AUS 15  | MAL 15  | JPN 19  | SPA 15  | GER Ret | ITA 17  | NED Ret | FRA 20 | GBR 20  | CZE 22  | BRA -   | ARG -   | EUR 20  |        |         | 2    | 32.º |
| 1996 | 250cc | Aprilia  | MAL Ret | IND 19  | JPN 24  | SPA Ret | ITA 18  | FRA 15  | NED Ret | GER 14 | GBR Ret | AUT 11  | CZE 13  | IMO 17  | CAT Ret | BRA 14 | AUS Ret | 13   | 25.º |
| 1997 | 250cc | Aprilia  | MAL 10  | JPN 18  | SPA 13  | ITA 16  | AUT 15  | FRA -   | NED 12  | IMO 16 | GER 19  | BRA 17  | GBR Ret | CZE Ret | CAT Ret | INA 16 | AUS 17  | 14   | 23.º |

| Color     | Resultado                                                               |
| --------- | ----------------------------------------------------------------------- |
| Oro       | Ganador                                                                 |
| Plata     | 2.ª plaza                                                               |
| Bronce    | 3.ª plaza                                                               |
| Verde     | Finalizó en los puntos                                                  |
| Azul      | Finalizó sin puntos                                                     |
| Azul      | NC - No clasificado                                                     |
| Violeta   | Ret - No terminó (Carrera)                                              |
| Rojo      | DNQ - No se clasificó                                                   |
| Negro     | DSQ - Descalificado                                                     |
| Blanco    | DNS - No empezó (carrera)                                               |
| Blanco    | WD - Retirado (fin de semana)                                           |
| Blanco    | C - Carrera cancelada                                                   |
| Sin color | DNP - Inscrito pero no participó                                        |
| Sin color | INJ - Lesionado                                                         |
| Sin color | EX - Excluido                                                           |
| Estado    | Resultado                                                               |
| Negrita   | Pole position                                                           |
| Cursiva   | Vuelta rápida                                                           |
| †         | Abandona, pero clasifica al completar el porcentaje requerido para ello |